# Calle Gregorio Escobedo

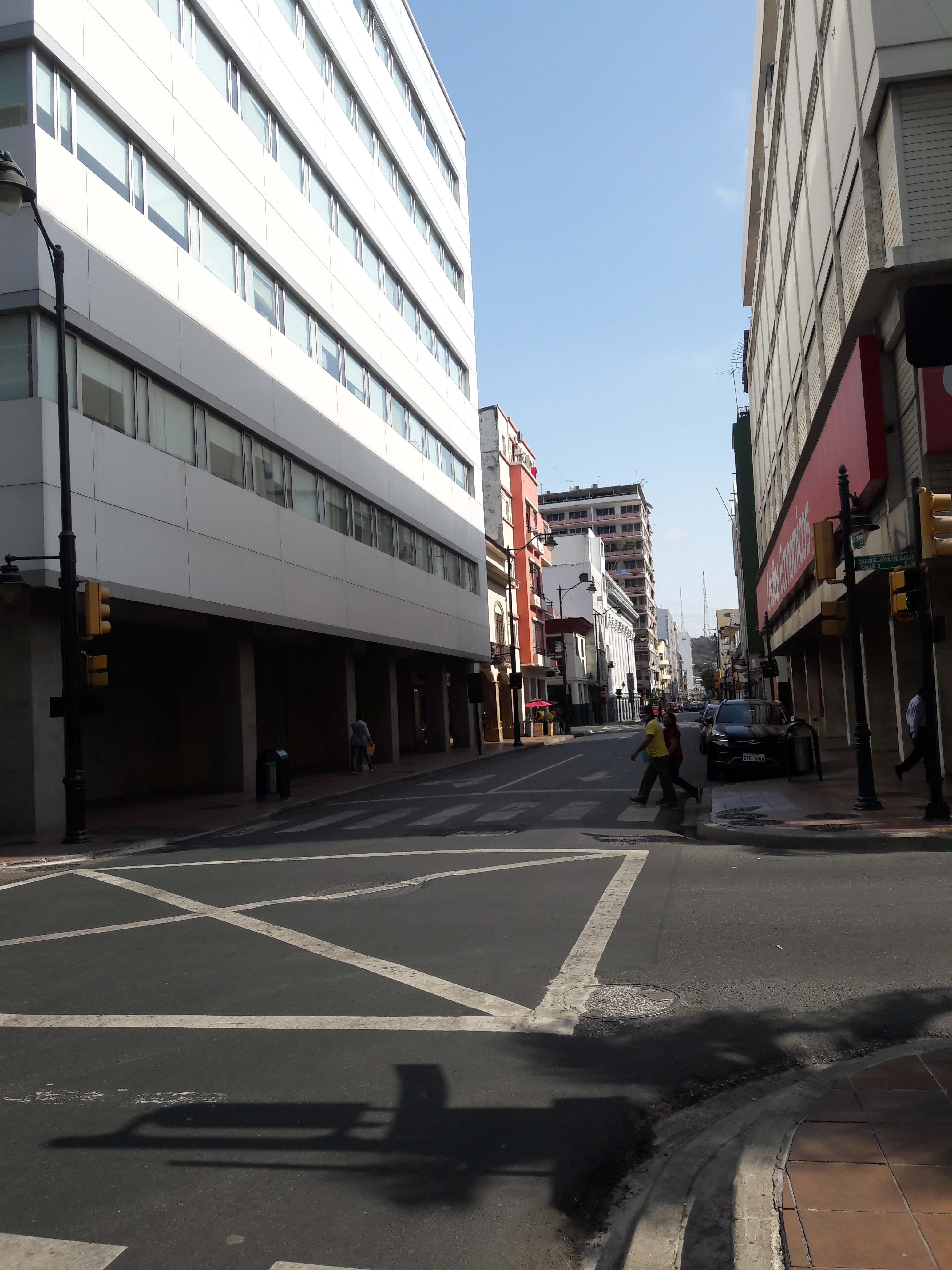
Calle Escobedo

La Calle Gregorio Escobedo es una calle de la ciudad ecuatoriana de Guayaquil. Se ubica en el centro de la ciudad y es denominada en honor a un militar peruano que participó en la revolución de octubre de 1820.

## Historia
Era conocida antiguamente como la calle de los trapitos según el plano de Villavicencio de 1858 dado que es ese sector se ubicaban los comerciantes de telas. La calle Escobedo comprende 15 cuadras, entre las calles Loja y Clemente Ballén, desde el Hospital Luis Vernaza hasta la Catedral metropolitana. es esa calle se encuentra el edificio del templo masónico que luego sería la sede del diario El Universo.
Al norte en su intersección con la avenida 9 de octubre en la esquina oeste se encontraba el antiguo Cuartel de Artillería que se perdió en el incendio de 1896. A espaldas de ese cuartel fue fusilado el ciudadano argentino Santiago Navarro Viola por orden de Gabriel García Moreno acusándolo de conspirador falleciendo el 28 de junio de 1865 por la tarde, siendo muy sentida su muerte por el vecindario. En la acera teste de la misma intersección se encuentra la casa de Alejandro Tola Pareja, única en su estilo arquitectónico y testigo de la bonanza cacaotera construida en 1916, debido a problemas en su estructura parte de su fachada colapsó.
Al sur en su inicio por la Catedral y la calle Clemente Ballén, se ubicaba un viejo cementerio colonial, aunque este templo nunca fue destruido por los incendios, al momento de ampliarlo no se tomo ningún tipo de precaución para preservar este antiguo lugar y con la construcción del Gran Hotel Guayaquil donde antes estuvo el viejo colegio de los Lasallanos se perdió todo rastro de los huesos del viejo vecindario. El notario e historiador Rodolfo Pérez Pimentel recoge una anécdota de sus tiempos de estudiante en aquel establecimiento.

## Esculturas
En la Avenida 9 de octubre y Escobedo se encuentra la escultura Al Bombero, un bombero bajando por una escalera con un niño en brazos.